# Francesc Sans Huguet
Francesc Sans Huguet   (Alaior, 1926 - Menorca, 2017), també conegut com a Sansuguet, fou un pintor menorquí.
Es va formar a la Escola de Belles Arts d'Olot i al Círculo de Bellas Artes, va residir temporalment a París, per instal·lar-se posteriorment a Toledo, i finalment de tornada a Menorca fins a la seva mort. Membre de la Real Academia de Bellas Artes y Ciencias Históricas de Toledo amb exposicions realitzades a ciutats com a París, Madrid, Barcelona, València o Toledo. La seva obra es va centrar en el paissagisme i les natures mortes.